# 2023–2024-es francia labdarúgó-bajnokság (első osztály)
A 2023–2024-es Ligue 1 a francia labdarúgó-bajnokság 86. alkalommal megrendezésre kerülő, legmagasabb szintű versenye. A címvédő és a bajnok a Paris Saint-Germain csapata. A szezon 2023. augusztus 12-én kezdődött és 2024. május 18-án fejeződött be.

## Csapatok
Tizennyolc csapat vesz részt a 2023–24-es bajnoki szezonban. 2021 júniusában az LFP nagy többséggel megszavazta. hogy a 2023–2024-es szezontól ismét tizennyolc csapat induljon. az előző idényben négy kieső klub volt, és kettő csapat jutott a másodosztályból fel.
Ez volt az első 18 csapatos bajnoki szezon a 2001–2002-es idény óta.

### Csapatváltozások
A másodosztály első két helyezettje (a Le Havre és a Metz) automatikusan feljutottak. Az előző idény utolsó négy helyezettje (az Auxerre, az Ajaccio, a Troyes és az Angers) automatikusan kiesett a második vonalba.
| Feljutott az első osztályba | Kiesett a másodosztályba      |
| --------------------------- | ----------------------------- |
| Le Havre Metz               | Auxerre Ajaccio Troyes Angers |

### Résztvevők és stadionjaik
| Klub        | Város               | Stadion                | Befogadóképesség | 2022–2023-as szezon |
| ----------- | ------------------- | ---------------------- | ---------------- | ------------------- |
| Brest       | Brest               | Stade Francis-Le Blé   | 15,931           | 14.                 |
| Clermont    | Clermont-Ferrand    | Stade Gabriel Montpied | 11,980           | 8.                  |
| Le Havre    | Le Havre            | Stade Océane           | 25,178           | Ligue 2, 1.         |
| Lens        | Lens                | Stade Bollaert-Delelis | 37,705           | 2.                  |
| Lille       | Villeneuve-d’Ascq   | Stade Pierre-Mauroy    | 50,186           | 5.                  |
| Lorient     | Lorient             | Stade du Moustoir      | 18,890           | 10.                 |
| Lyon        | Décines-Charpieu    | Groupama Stadium       | 59,186           | 7.                  |
| Marseille   | Marseille           | Orange Vélodrome       | 67,394           | 3.                  |
| Metz        | Longeville-lès-Metz | Stade Saint-Symphorien | 25,636           | Ligue 2, 2.         |
| Monaco      | Monaco              | II. Lajos Stadion      | 18,523           | 6.                  |
| Montpellier | Montpellier         | Stade de la Mosson     | 32,900           | 13.                 |
| Nantes      | Nantes              | Stade de la Beaujoire  | 35,322           | 12.                 |
| Nice        | Nizza               | Allianz Riviera        | 35,624           | 9.                  |
| PSG         | Párizs              | Parc des Princes       | 48,583           | 1.                  |
| Reims       | Reims               | Stade Auguste Delaune  | 21,684           | 11.                 |
| Rennes      | Rennes              | Roazhon Park           | 29,778           | 4.                  |
| Strasbourg  | Strasbourg          | Stade de la Meinau     | 29,230           | 15.                 |
| Toulouse    | Toulouse            | Stadium Municipal      | 33,150           | 13.                 |

### Vezetőedző-váltások
| Csapat              | Távozott vezetőedző            | A távozás módja         | A távozás ideje      | Helyezés a tabellán | Érkezett vezetőedző            | A kinevezés ideje    |
| ------------------- | ------------------------------ | ----------------------- | -------------------- | ------------------- | ------------------------------ | -------------------- |
| Marseille           | Igor Tudor                     | Lemondott               | 2023. június 1.      | A szezon előtt      | Marcelino                      | 2023. június 23.     |
| Monaco              | Philippe Clement               | Menesztették            | 2023. június 4.      | A szezon előtt      | Adi Hütter                     | 2023. július 4.      |
| Toulouse            | Philippe Montanier             | Menesztették            | 2023. június 14.     | A szezon előtt      | Carles Martinez Novell         | 2023. június 14.     |
| Strasbourg          | Frédéric Antonetti             | Lemondott               | 2023. június 27.     | A szezon előtt      | Patrick Vieira                 | 2023. június 30.     |
| Nice                | Didier Digard                  | Lejárt a megbízatása    | 2023. július 1.      | A szezon előtt      | Francesco Farioli              | 2023. július 1.      |
| Paris Saint-Germain | Christophe Galtier             | Menesztették            | 2023. július 5.      | A szezon előtt      | Luis Enrique                   | 2023. július 5.      |
| Lyon                | Laurent Blanc                  | Menesztették            | 2023. szeptember 8.  | 18.                 | Fabio Grosso                   | 2023. szeptember 16. |
| Marseille           | Marcelino                      | Lemondott               | 2023. szeptember 20. | 3.                  | Jacques Abardonado (megbízott) | 2023. szeptember 20. |
| Marseille           | Jacques Abardonado (megbízott) | Lejárt a megbízatása    | 2023. szeptember 27. | 8.                  | Gennaro Gattuso                | 2023. szeptember 27. |
| Rennes              | Bruno Génésio                  | Lemondott               | 2023. november 19.   | 13.                 | Julien Stéphan                 | 2023. november 19.   |
| Nantes              | Pierre Aristouy                | Menesztették            | 2023. november 28.   | 11.                 | Jocelyn Gourvennec             | 2023. november 29.   |
| Lyon                | Fabio Grosso                   | Menesztették            | 2023. november 30.   | 18.                 | Pierre Sage (megbízott)        | 2023. november 30.   |
| Marseille           | Gennaro Gattuso                | Menesztették            | 2024. február 19.    | 9.                  | Jean-Louis Gasset              | 2024. február 20.    |
| Nantes              | Jocelyn Gourvennec             | Menesztették            | 2024. március 17.    | 16.                 | Antoine Kombouaré              | 2024. március 17.    |
| Reims               | Will Still                     | Kölcsönös egyetértéssel | 2024. május 2.       | 11.                 | Samba Diawara (megbízott)      | 2024. május 3.       |

## Tabella
Sablon:A 2023–2024-es Ligue 1 tabellája

## Rájátszás
| 2024. május 30. 20:30 |

| Saint-Étienne           | 2–1             | Metz       |
| ----------------------- | --------------- | ---------- |
| Sissoko 19' Cardona 80' | (–) Jegyzőkönyv | Traoré 45' |

| Stade Geoffroy-Guichard, Saint-Étienne Nézőszám: 35 536 Játékvezető: Benoît Millot |

| 2025. június 2. 17:00 |

| Metz                                 | 2–2 (h. u.)       | Saint-Étienne         |
| ------------------------------------ | ----------------- | --------------------- |
| Camara 17' Mikautadze 25' (11-esből) | (2–1) Jegyzőkönyv | Pétrot 35' Wadji 116' |

| Stade Saint-Symphorien, Metz Nézőszám: 28 500 Játékvezető: Jérôme Brisard |

A Saint-Étienne 4–3-as összesítéssel feljutott az élvonalba, míg a Metz a másodosztályba esett ki.

## Statisztika
Utoljára frissítve: 2024. május 28.
| Helyezés | Játékos                   | Klub                | Gólok |
| -------- | ------------------------- | ------------------- | ----- |
| 1        | Kylian Mbappé             | Paris Saint-Germain | 27    |
| 2        | Jonathan David            | Lille               | 19    |
| 2        | Alexandre Lacazette       | Lyon                | 19    |
| 4        | Pierre-Emerick Aubameyang | Marseille           | 17    |
| 5        | Wissam Ben Yedder         | Monaco              | 16    |
| 6        | Thijs Dallinga            | Toulouse            | 14    |
| 7        | Giorgi Mikautadze         | Metz                | 13    |
| 8        | Terem Moffi               | Nice                | 11    |
| 8        | Gonçalo Ramos             | Paris Saint-Germain | 11    |
| 10       | Arnaud Kalimuendo         | Rennes              | 10    |

| Helyezés | Játékos                   | Klub                | Gólpasszok |
| -------- | ------------------------- | ------------------- | ---------- |
| 1        | Ousmane Dembélé           | Paris Saint-Germain | 8          |
| 1        | Romain Del Castillo       | Brest               | 8          |
| 1        | Angel Gomes               | Lille               | 8          |
| 4        | Kylian Mbappé             | Paris Saint-Germain | 7          |
| 4        | Bradley Barcola           | Paris Saint-Germain | 7          |
| 4        | Itó Dzsunja               | Reims               | 7          |
| 7        | Minamino Takumi           | Monaco              | 6          |
| 7        | Alekszandr Golovin        | Monaco              | 6          |
| 7        | Pierre-Emerick Aubameyang | Marseille           | 6          |
| 7        | Téji Savanier             | Montpellier         | 6          |
| 7        | Florian Sotoca            | Lens                | 6          |
| 7        | Rayan Cherki              | Lyon                | 6          |
| 7        | Dilane Bakwa              | Montpellier         | 6          |
| 7        | Edon Zhegrova             | Lille               | 6          |

### Mesterhármasok
| Játékos             | Klub                | Ellenfél    | Végeredmény | Dátum              |
| ------------------- | ------------------- | ----------- | ----------- | ------------------ |
| Kylian Mbappé       | Paris Saint-Germain | Reims       | 3–0 (V)     | 2023. november 11. |
| Alexandre Lacazette | Lyon                | Toulouse    | 3–0 (H)     | 2023. december 10. |
| Kamory Doumbia4     | Brest               | Lorient     | 4–0 (H)     | 2023. december 20. |
| Jonathan David      | Lille               | Le Havre    | 3–0 (H)     | 2024. február 17.  |
| Mahdi Camara        | Brest               | Strasbourg  | 3–0 (V)     | 2024. február 24.  |
| Kylian Mbappé       | Paris Saint-Germain | Montpellier | 6–2 (V)     | 2024. március 17.  |

4 A játékos 4 gólt szerzett

### A hónap legjobb játékosai
| Hónap      | Hónap Játékosa            | Hónap Játékosa      | Források |
| Hónap      | Játékos                   | Csapat              | Források |
| ---------- | ------------------------- | ------------------- | -------- |
| Augusztus  | Minamino Takumi           | Monaco              | [ 30 ]   |
| Szeptember | Marcin Bułka              | Nice                | [ 31 ]   |
| Október    | Kylian Mbappé             | Paris Saint-Germain | [ 32 ]   |
| November   | Kylian Mbappé             | Paris Saint-Germain | [ 33 ]   |
| December   | Pierre-Emerick Aubameyang | Marseille           | [ 34 ]   |
| Január     | Martin Terrier            | Rennes              | [ 35 ]   |
| Február    | Pierre Lees-Melou         | Brest               | [ 36 ]   |
| Március    | Edon Zhegrova             | Lille               | [ 37 ]   |
| Április    | Alexandre Lacazette       | Lyon                | [ 38 ]   |

### Egyéni díjazottak
| Díj                 | Győztes              | Klub                |
| ------------------- | -------------------- | ------------------- |
| A szezon játékosa   | Kylian Mbappé        | Paris Saint-Germain |
| A szezon újonca     | Warren Zaïre-Emery   | Paris Saint-Germain |
| A szezon kapusa     | Gianluigi Donnarumma | Paris Saint-Germain |
| A szezon gólja      | Kamory Doumbia       | Brest               |
| A szezon menedzsere | Eric Roy             | Brest               |

| A szezon csapata | A szezon csapata                           | A szezon csapata                           | A szezon csapata                           | A szezon csapata                           |                                            |
| ---------------- | ------------------------------------------ | ------------------------------------------ | ------------------------------------------ | ------------------------------------------ | ------------------------------------------ |
| Kapus            | Gianluigi Donnarumma (Paris Saint-Germain) | Gianluigi Donnarumma (Paris Saint-Germain) | Gianluigi Donnarumma (Paris Saint-Germain) | Gianluigi Donnarumma (Paris Saint-Germain) | Gianluigi Donnarumma (Paris Saint-Germain) |
| Hátvédek         | Achraf Hakimi (Paris Saint-Germain)        | Marquinhos (Paris Saint-Germain)           | Leny Yoro (Lille)                          | Bradley Locko (Brest)                      |                                            |
| Középpályások    | Vitinha (Paris Saint-Germain)              | Pierre Lees-Melou (Brest)                  | Pierre Lees-Melou (Brest)                  | Warren Zaïre-Emery (Paris Saint-Germain)   |                                            |
| Csatárok         | Ousmane Dembélé (Paris Saint-Germain)      | Pierre-Emerick Aubameyang (Marseille)      | Pierre-Emerick Aubameyang (Marseille)      | Kylian Mbappé (Paris Saint-Germain)        |                                            |

## Csapatok régiónkénti bontásban
| Csapatok száma | Régió vagy ország          | Csapat(ok)                     |
| -------------- | -------------------------- | ------------------------------ |
| 3              | Grand Est                  | Reims, Reims és Strasbourg     |
| 3              | Bretagne                   | Metz, Lorient és Stade Rennais |
| 2              | Hauts-de-France            | Lens és Lille                  |
| 2              | Auvergne-Rhône-Alpes       | Clermont és Lyon               |
| 2              | Okcitánia                  | Montpellier és Toulouse        |
| 2              | Provence-Alpes-Côte d’Azur | Marseille és Nice              |
| 1              | Monaco                     | Monaco                         |
| 1              | Normandia                  | Le Havre                       |
| 1              | Île-de-France              | Paris Saint-Germain            |
| 1              | Loire mente                | Nantes                         |